# Борсук Наталія Василівна
Ната́лія Васи́лівна Борсу́к — українська гімнастка і хореографка, відмінниця освіти України, народна артистка України (2015).

## Загальні відомості
Наталія Борсук — майстер спорту СРСР з художньої гімнастики, засновниця дитячого народного художнього колективу «Спортивно-танцювальний ансамбль Пульс» у м. Києві (1987).
1998 року колективу ансамблю «Пульс» було присвоєне звання «Народний».
1999 року Наталія Борсук удостоєна звання заслуженої артистки України.
2009 року ансамбль «Пульс» став лауреатом Всеукраїнського проєкту «Флагмани освіти та науки України».
2013 року колектив став володарем диплома міжнародної академії рейтингових технологій та соціології «Золота фортуна» в номінації «За впровадження багаторічних традицій та виняткові досягнення в хореографії».
2015 року Наталія Борсук удостоєна звання народної артистки України.
2016 року відзначена нагородою рейтингу «Жінка III тисячоліття».
Від 19 червня 2019 року — заступниця директора Центру дитячої та юнацької творчості «Шевченківець».